# Abdelaziz Awda
 (août 2009).
Si vous disposez d'ouvrages ou d'articles de référence ou si vous connaissez des sites web de qualité traitant du thème abordé ici, merci de compléter l'article en donnant les références utiles à sa vérifiabilité et en les liant à la section « Notes et références ».
Abdelaziz Awda est un homme politique palestinien, né en Jabaliyah dans la Bande de Gaza le 20 décembre 1950. 

## Biographie
Après la guerre de juin 1967, Abdelaziz Awda a vécu quelques années au Caire, en Égypte, où il a fait ses études en études arabes et islamiques. Quand il revient à la Bande de Gaza à la fin des années 1970, Abdelaziz Awda a travaillé comme enseignant dans une université[Laquelle ?]. 
Abdelaziz Awda a été l'un des fondateurs, avec Fathi Shaqaqi, du Jihad islamique palestinien (JIP) dans la Bande de Gaza et est considéré comme le guide spirituel du JIP. Il est actuellement toujours membre de l'organisation.[réf. souhaitée] Il est placé sur la liste des « terroristes les plus recherchés (en) » du FBI.